# Yamamoto Daiki
Daiki Yamamoto (sinh ngày 5 tháng 3 năm 1992) là một cầu thủ bóng đá người Nhật Bản.

## Sự nghiệp câu lạc bộ
Daiki Yamamoto đã từng chơi cho Gainare Tottori và Tochigi SC.